# Пересекая черту
«Пересекая черту» (англ. Crossing lines) — детективный сериал совместного производства Франции, Германии и США о специализированной элитной команде "Международного уголовного суда-ICC", каждый из участников которой, отобран исходя из их личных качеств Луи Даниелем (Марк Лавуан) для борьбы с международной преступностью.

## Актёрский состав
- Луи Даниель — Марк Лавуан
- Карл Хикман — Уильям Фихтнер
- Майкл (Михель) Дорн — Дональд Сазерленд
- Томми Макконнелл — Ричард Флуд
- Ева Виттория — Габриэлла Пессион
- Себастьян Бергер — Том Влашиха
- Энн-Мари Сан — Мун Дайлли
- Марко Константе — Горан Вишнич
- Карин Стрэнд — Элизабет Митчелл
- Люк Уилкинсон — Стюарт Мартин
- Аманда Эндрюс — Керри-Энн Мосс

## Режиссёры
- Дэниэл Персивал[англ.]
- Эрик Валетт[фр.]
- Ксавье Жанс

и другие.